# نوره حمو معمر
نوره حمو معمر (عربی: نورة حمو معمر؛ زادهٔ ۱۸ مهٔ ۱۹۸۳) بازیکن فوتبال اهل الجزایر است.
از باشگاه‌هایی که در آن بازی کرده‌است می‌توان به باشگاه فوتبال زنان مون‌پلیه اشاره کرد.
وی همچنین در تیم ملی فوتبال الجزایر بازی کرده‌است.